# Hugonia papillosa
Hugonia papillosa är en linväxtart som beskrevs av André Guillaumin. Hugonia papillosa ingår i släktet Hugonia och familjen linväxter. Inga underarter finns listade i Catalogue of Life.